# Bahnstrecke Pretzsch–Eilenburg
| Übersichtskarte der Strecke |                                             |                                                |                                                |
| Streckennummer (DB): | 6831                                        |                                                |                                                |
| Kursbuchstrecke (DB): | 218                                         |                                                |                                                |
| Kursbuchstrecke: | 153h (1934) 178a (1946)                     |                                                |                                                |
| Streckenlänge: | 38,51 km                                    |                                                |                                                |
| Spurweite: | 1435 mm (Normalspur)                        |                                                |                                                |
| Streckenklasse: | CM3                                         |                                                |                                                |
| Stromsystem: | Kieswerk Sprotta–Eilenburg: 15 kV 16,7 Hz ~ |                                                |                                                |
| Maximale Neigung: | 12,8 ‰                                      |                                                |                                                |
| Minimaler Radius: | 300 m                                       |                                                |                                                |
| |                                             |                                                |                                                |
| \| \| \| von Pratau \| \| \| \| 0,000 \| Pretzsch \| Pretzsch \| \| \| \| nach Torgau \| \| \| \| 3,000 \| Bad Schmiedeberg Nord (früher Splau) \| 85 m \| \| \| \| Firmenanschluss \| \| \| \| 4,910 \| Bad Schmiedeberg \| 90 m \| \| \| 5,900 \| Bad Schmiedeberg Kurzentrum (seit 2010) \| Bad Schmiedeberg Kurzentrum (seit 2010) \| \| \| 7,410 \| Bad Schmiedeberg Süd (früher Moschwig) \| 120 m \| \| \| \| Anst Bunker Kossa \| \| \| \| 14,270 \| Söllichau \| 133 m \| \| \| \| Landesgrenze Sachsen-Anhalt / Sachsen \| \| \| \| 20,810 \| Bad Düben (Mulde) \| 90 m \| \| \| 22,700 \| Pristäblich \| 92 m \| \| \| \| Anst Betonwerk Laußig \| \| \| \| 24,900 \| Streckenverladestelle Mitteldeutsche Baustoffe \| Streckenverladestelle Mitteldeutsche Baustoffe \| \| \| \| Anst Leonhard Moll \| \| \| \| 26,840 \| Laußig (b Düben) \| 98 m \| \| \| 29,300 \| Rotes Haus \| 100 m \| \| \| 31,710 \| Mörtitz (ehem. Bf) \| 102 m \| \| \| 31,80 \| Anst Flugplatz Eilenburg \| Anst Flugplatz Eilenburg \| \| \| 32,440 \| nach Kospa (Strategische Bahn) \| nach Kospa (Strategische Bahn) \| \| \| 34,050 \| Awanst Kieswerk Sprotta \| Awanst Kieswerk Sprotta \| \| \| 34,092 \| Awanst Getreidewirtschaft \| Awanst Getreidewirtschaft \| \| \| 34,640 \| Anst Dermatoid-Werke \| Anst Dermatoid-Werke \| \| \| 35,10 \| Anst Delicata Eilenburg \| Anst Delicata Eilenburg \| \| \| 35,175 \| Infrastrukturgrenze DRE / DB Netz \| Infrastrukturgrenze DRE / DB Netz \| \| \| 35,445 \| Anst Möbelfabrik \| Anst Möbelfabrik \| \| \| 36,060 \| Eilenburg Ost \| 106 m \| \| \| \| Anst Eilenburger Chemiewerk \| \| \| \| \| von Guben \| \| \| \| \| Muldebrücke Eilenburg \| \| \| \| 38,500 \| Eilenburg \| 103 m \| \| \| \| nach Halle (Saale) Hbf \| \| \| \| \| nach Leipzig Hbf \| \| |                                             |                                                |                                                |
| Strecke |                                             | von Pratau                                     | von Pratau                                     |
| Kopfbahnhof Strecke ab hier außer Betrieb | 0,000                                       | Pretzsch                                       | Pretzsch                                       |
| Abzweig geradeaus und nach links (Strecke außer Betrieb) |                                             | nach Torgau                                    | nach Torgau                                    |
| Haltepunkt / Haltestelle (Strecke außer Betrieb) | 3,000                                       | Bad Schmiedeberg Nord (früher Splau)           | 85 m                                           |
| Abzweig geradeaus und von links (Strecke außer Betrieb) |                                             | Firmenanschluss                                | Firmenanschluss                                |
| Bahnhof (Strecke außer Betrieb) | 4,910                                       | Bad Schmiedeberg                               | 90 m                                           |
| Haltepunkt / Haltestelle (Strecke außer Betrieb) | 5,900                                       | Bad Schmiedeberg Kurzentrum (seit 2010)        | Bad Schmiedeberg Kurzentrum (seit 2010)        |
| Haltepunkt / Haltestelle (Strecke außer Betrieb) | 7,410                                       | Bad Schmiedeberg Süd (früher Moschwig)         | 120 m                                          |
| Abzweig geradeaus und nach links (Strecke außer Betrieb) |                                             | Anst Bunker Kossa                              | Anst Bunker Kossa                              |
| Bahnhof (Strecke außer Betrieb) | 14,270                                      | Söllichau                                      | 133 m                                          |
| Grenze (Strecke außer Betrieb) |                                             | Landesgrenze Sachsen-Anhalt / Sachsen          | Landesgrenze Sachsen-Anhalt / Sachsen          |
| Betriebs-/Güterbahnhof Strecke bis hier außer Betrieb | 20,810                                      | Bad Düben (Mulde)                              | 90 m                                           |
| ehemaliger Haltepunkt / Haltestelle | 22,700                                      | Pristäblich                                    | 92 m                                           |
| Abzweig geradeaus und ehemals nach rechts |                                             | Anst Betonwerk Laußig                          | Anst Betonwerk Laußig                          |
| Blockstelle | 24,900                                      | Streckenverladestelle Mitteldeutsche Baustoffe | Streckenverladestelle Mitteldeutsche Baustoffe |
| Abzweig geradeaus und von rechts |                                             | Anst Leonhard Moll                             | Anst Leonhard Moll                             |
| Dienststation / Betriebs- oder Güterbahnhof | 26,840                                      | Laußig (b Düben)                               | 98 m                                           |
| ehemaliger Haltepunkt / Haltestelle | 29,300                                      | Rotes Haus                                     | 100 m                                          |
| ehemaliger Haltepunkt / Haltestelle | 31,710                                      | Mörtitz (ehem. Bf)                             | 102 m                                          |
| Abzweig geradeaus und ehemals nach links | 31,80                                       | Anst Flugplatz Eilenburg                       | Anst Flugplatz Eilenburg                       |
| Abzweig geradeaus und ehemals nach rechts | 32,440                                      | nach Kospa (Strategische Bahn)                 | nach Kospa (Strategische Bahn)                 |
| Abzweig geradeaus und von links | 34,050                                      | Awanst Kieswerk Sprotta                        | Awanst Kieswerk Sprotta                        |
| Abzweig geradeaus und von rechts | 34,092                                      | Awanst Getreidewirtschaft                      | Awanst Getreidewirtschaft                      |
| Abzweig geradeaus und ehemals nach rechts | 34,640                                      | Anst Dermatoid-Werke                           | Anst Dermatoid-Werke                           |
| Abzweig geradeaus und ehemals von links | 35,10                                       | Anst Delicata Eilenburg                        | Anst Delicata Eilenburg                        |
| Wechsel des Eisenbahninfrastrukturunternehmens | 35,175                                      | Infrastrukturgrenze DRE / DB Netz              | Infrastrukturgrenze DRE / DB Netz              |
| Abzweig geradeaus und ehemals nach rechts | 35,445                                      | Anst Möbelfabrik                               | Anst Möbelfabrik                               |
| Bahnhof | 36,060                                      | Eilenburg Ost                                  | 106 m                                          |
| Abzweig geradeaus und ehemals von rechts |                                             | Anst Eilenburger Chemiewerk                    | Anst Eilenburger Chemiewerk                    |
| Abzweig geradeaus und von links |                                             | von Guben                                      | von Guben                                      |
| Brücke über Wasserlauf |                                             | Muldebrücke Eilenburg                          | Muldebrücke Eilenburg                          |
| Bahnhof | 38,500                                      | Eilenburg                                      | 103 m                                          |
| Abzweig geradeaus und nach rechts |                                             | nach Halle (Saale) Hbf                         | nach Halle (Saale) Hbf                         |
| Strecke |                                             | nach Leipzig Hbf                               | nach Leipzig Hbf                               |

Die Bahnstrecke Pretzsch–Eilenburg ist eine Nebenbahn in Sachsen-Anhalt und Sachsen. Sie zweigt in Pretzsch von der Bahnstrecke Pratau–Torgau ab und führt über Bad Schmiedeberg und Bad Düben nach Eilenburg. Seit 2005 gehört der Abschnitt zwischen Pretzsch und Eilenburg Ost pachtweise zum Netz der Deutschen Regionaleisenbahn (DRE). Regelmäßiger Personenverkehr findet auf der Strecke nicht mehr statt, eine Wiederaufnahme ist jedoch geplant.

## Geschichte
Die Strecke Bad Düben–Eilenburg Ost wurde am 20. Februar 1895 durch die Preußische Staatsbahn eröffnet. Am 1. Oktober 1895 ging auch der Abschnitt Pretzsch–Bad Düben in Betrieb.
1924 wurde die Strecke durch die Deutsche Reichsbahn übernommen. Zur DDR-Zeit war sie Bestandteil der 60,5 km langen DR-Kursbuchstrecke 215 Eilenburg Hbf–Bad Düben–Pretzsch–Lutherstadt Wittenberg. Im Jahr 1988 wurde das Teilstück Eilenburg Ost–Ausweichanschlussstelle (Awanst) Kieswerk (Industriegelände Nordost) für den Güterverkehr elektrifiziert.
Zum 18. April 1998 wurde der Reiseverkehr zwischen Bad Düben und Eilenburg durch die Landesverkehrsgesellschaft Sachsen abbestellt. Den Verkehr übernahm eine Überlandbuslinie der SaxBus Eilenburger Busverkehr. Schließlich wurden am 28. September 2002 auch die Personenzüge auf dem Abschnitt Bad Schmiedeberg–Bad Düben durch das Land Sachsen-Anhalt abbestellt, so dass nur noch der Reiseverkehr von Lutherstadt Wittenberg bis Bad Schmiedeberg blieb. Der Güterverkehr zwischen Bad Schmiedeberg und Laußig endete am 31. Dezember 2001.

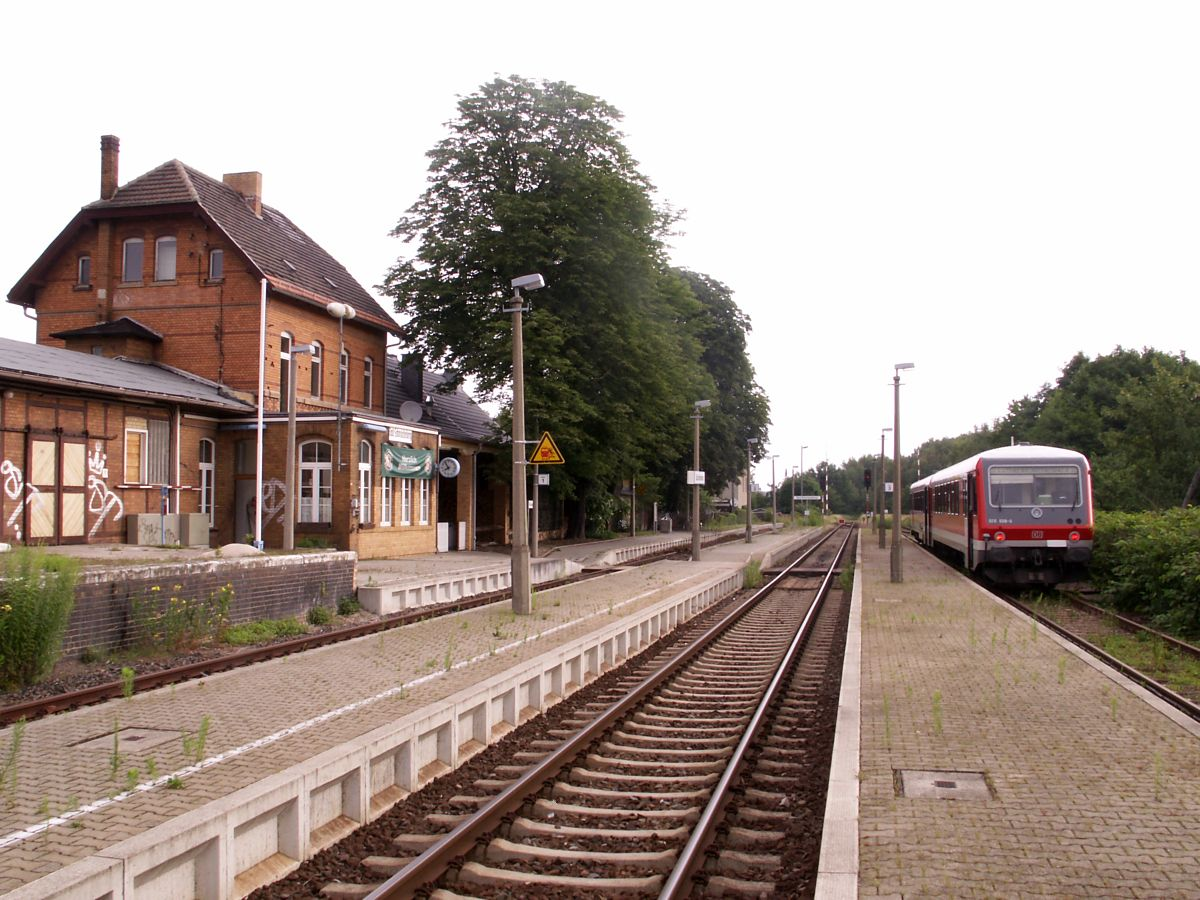
Bahnhof Bad Schmiedeberg (2007)

Im Jahr 2004 entstand durch das Regionale Entwicklungskonzept Dübener Heide das Projekt Dübener-Heide-Bahn. Das Ziel war die Verwirklichung eines saisonalen, touristischen Eisenbahnverkehrs von Lutherstadt Wittenberg über Eilenburg nach Leipzig. Im April 2005 pachtete die DRE die Strecken Pratau–Torgau und Pretzsch–Eilenburg von DB Netz. Der Bahnhof Pretzsch ist seit 10. Dezember 2006 Sitz der Zentralen Zugleitstelle und des DRE-Bezirksbetriebes.
Im Mai 2007 gab das Land Sachsen-Anhalt bekannt, dass die verbliebenen Regionalbahnen der DB von Lutherstadt Wittenberg nach Bad Schmiedeberg ab dem Fahrplanwechsel im Dezember 2007 nicht mehr bestellt würden. Geplante Erneuerungsarbeiten mit dem Ziel der Anhebung der Streckengeschwindigkeit auf 80 km/h waren damit vorerst obsolet. Einen Monat später entfernte die DRE einzelne Weichen aus dem Bahnhof Bad Schmiedeberg. Dadurch sollen Kosten eingespart werden.
Ab dem 10. Dezember 2007 wurde der Reiseverkehr zunächst vom DBV-Förderverein Niederlausitzer Eisenbahn e. V. weiterbetrieben. Werktäglich verkehrten fünf Zugpaare zwischen Lutherstadt Wittenberg und Bad Schmiedeberg. Dieser Verkehr war bis zum 22. August 2008 befristet. Die Züge wurden nach Abstimmung mit dem Land und dem Landkreis Wittenberg in Verbindung mit den Vetter Verkehrsbetrieben eingesetzt. Nachdem der Probebetrieb zu steigenden Fahrgastzahlen führte, hatte das Land Sachsen-Anhalt die Zusage gemacht, den bedarfsorientierten Verkehr mindestens bis Ende 2010 weiter zu finanzieren. Damit war die Bedingung verbunden, das Angebot zu verbessern. Dieser bisher einmalige bedarfsorientierte Ersatzverkehr für Busleistungen auf der Schiene wird als Schmiedeberger Modell bezeichnet.
Am 7. Januar 2009 wurde zusätzlich ein Wochenendverkehr eingerichtet. Dadurch wurde ein Anstieg der Fahrgastzahl von 150 auf 250 sowie eine Verlängerung der Bestellung durch das Land erhofft. Nach einem Unfall an einem unbeschrankten Bahnübergang am 18. Februar 2009 musste für einige Wochen Schienenersatzverkehr eingerichtet und anschließend bis Anfang September 2009 Triebwagen anderer Eisenbahnverkehrsunternehmen eingesetzt werden.

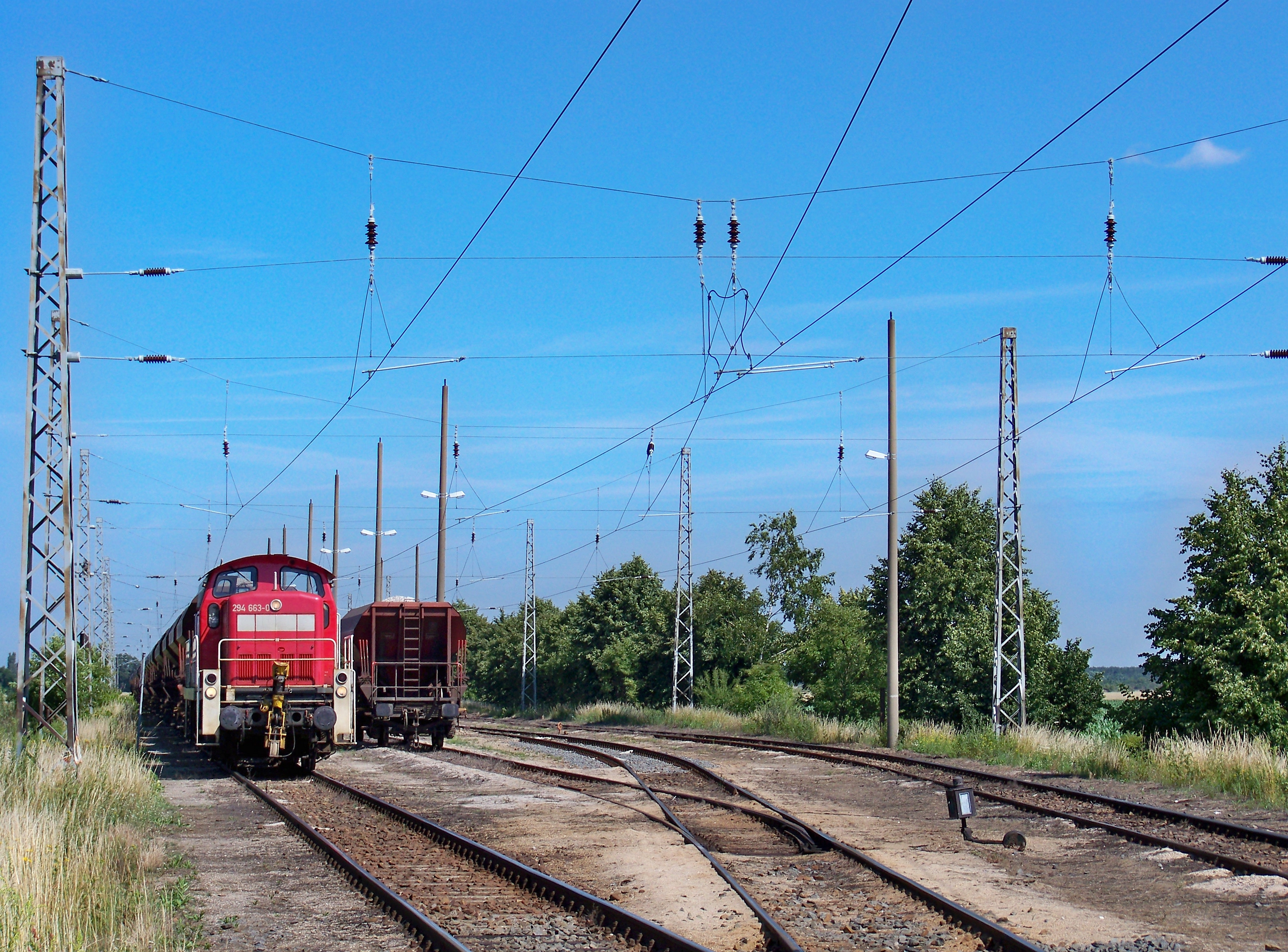
Ausweichanschlussstelle Kieswerk Sprotta (2011)

Zum Beginn des Fahrplans 2009/2010 wurde die schon länger geplante Streckenertüchtigung von der DRE durchgeführt, die eine Reduzierung der Fahrzeit um 15 Minuten erlaubte. Allerdings wurde der Anfang 2009 eingeführte Wochenendverkehr wieder aufgegeben. Mit Hilfe des Landkreises Wittenberg konnte der Schülerverkehr in die Richtungen Lutherstadt Wittenberg und Bad Schmiedeberg mehrheitlich auf die Schiene verlagert werden, um die Fahrgastzahlen zu erhöhen und damit den Schienenpersonennahverkehr (SPNV) auf der Strecke mittelfristig zu sichern. Im Jahr 2010 erfolgten weitere Ausdehnungen des Schienenverkehrs in Richtung Eilenburg: Zunächst wurde am 19. Juli 2010 der neue Haltepunkt Bad Schmiedeberg Kurkliniken (heute: Bad Schmiedeberg Kurzentrum) durch den Verkehrsminister von Sachsen-Anhalt Karl-Heinz Daehre eingeweiht, der für die Gäste des Kurortes günstig erreichbar ist. Am 5. August 2010 wurde der Wochenendverkehr wieder eingeführt. Ab 12. Dezember 2010 fuhr täglich der letzte Zug des Tages bis Söllichau und am Folgetag als erster Zuglauf zurück nach Lutherstadt Wittenberg. Gleichzeitig wurde der Zugverkehr auch wieder in den Fahrplan der Deutschen Bahn integriert. Mit dem Fahrplanwechsel zum 25. August 2011 wurde die Verlängerung der Linie bis Söllichau wieder aufgegeben. Die schlechte Fahrplanlage und das geringe Angebot vom und zum Bahnhof Söllichau lösten nicht die erwartete Kundennachfrage aus. Stattdessen wurde am Wochenende die Zahl der Fahrtenpaare auf drei erhöht. Im Juni 2011 wurde der (zwischenzeitlich unterbrochene) elektrische Betrieb zwischen der Awanst Kieswerk Sprotta und Eilenburg wieder aufgenommen.
Der SPNV zwischen Lutherstadt Wittenberg, Pretzsch und Bad Schmiedeberg wurde vom Nahverkehrsservice Sachsen-Anhalt aufgrund knapper Regionalisierungsmittel und der insbesondere in den Ferien sowie an Wochenenden zu geringen Nachfrage trotz 5000 Protestunterschriften abbestellt. Jedoch wurde der Verkehr auf der Schiene vom Betreiber Vetter GmbH bereits zum 19. Dezember 2014 eingestellt und stattdessen für die restliche Zeit Schienenersatzverkehr angeboten.
Sonderfahrten zwischen Lutherstadt Wittenberg und Eilenburg finden regelmäßig zum Wittenberger Stadtfest „Luthers Hochzeit“ und zum Leipziger Weihnachtsmarkt statt.
Regelmäßiger Güterverkehr wird nach der Streckenverpachtung an die DRE nur zwischen Laußig und Eilenburg Ost durchgeführt. Wichtigster Güterkunde ist das Kieswerk Sprotta, wo täglich mehrere Ganzzüge mit Kies zum Versand kommen. In Laußig werden ein Betonschwellenwerk und ein weiteres Kieswerk bedarfsweise bedient. Bei letzterem erfolgt die Verladung auf dem Streckengleis. In unregelmäßigen Abständen wird auch das Getreidelager in Eilenburg von Güterzügen angefahren.
Ende Juli 2015 schrieb das Land Sachsen-Anhalt über die NASA erneut Leistungen für den touristischen Gelegenheitsverkehr zwischen Ostern und Oktober im Abschnitt Wittenberg – Bad Schmiedeberg für die Jahre 2016 und 2017 aus. Diese sollten freihändig an den Berlin-Anhaltische Bahn e. V. vergeben werden, der wiederum DB Regio als Subunternehmer beauftragt hätte. Schließlich erfolgte eine Vergabe direkt an DB Regio.

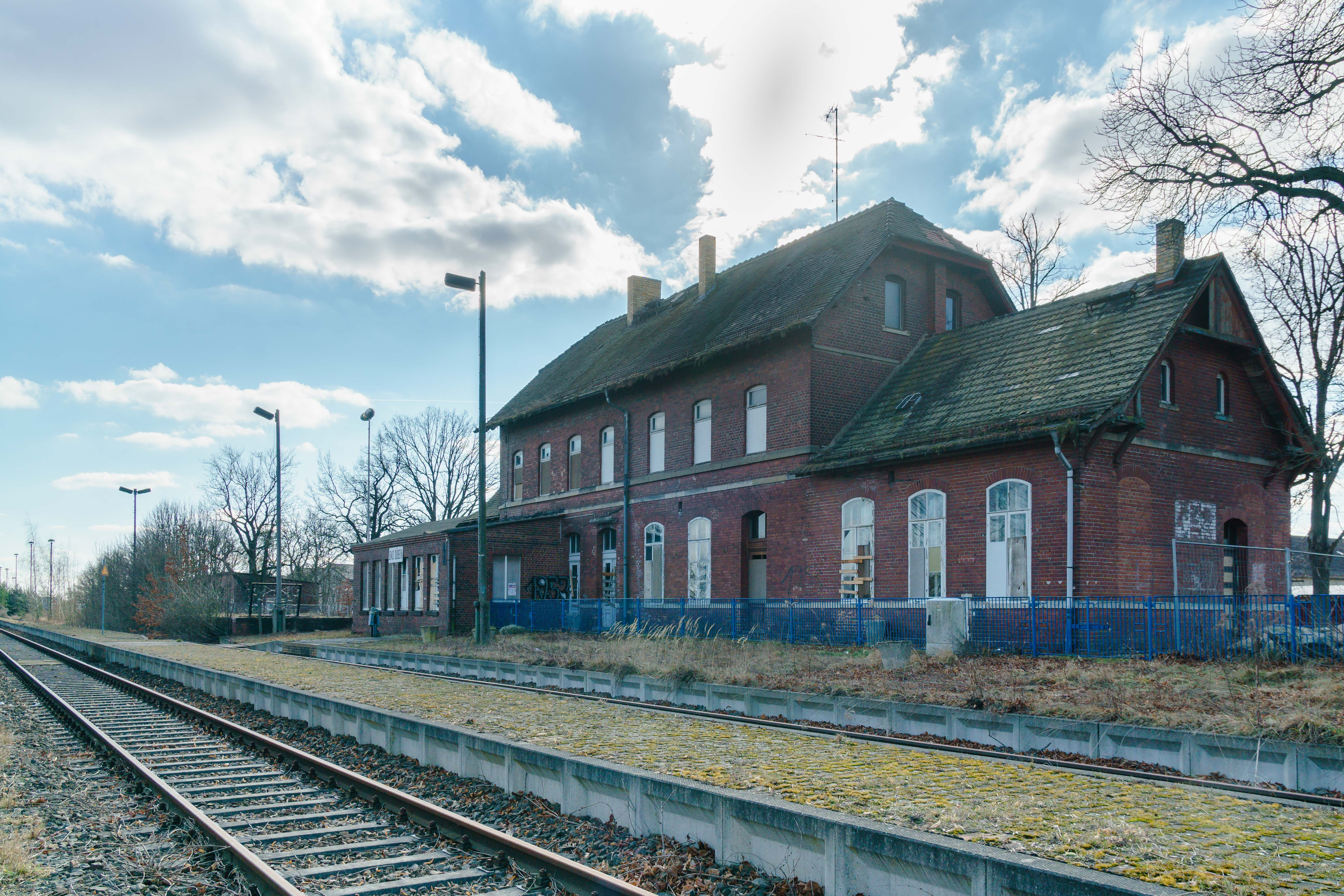
Bahnhof Bad Düben (2017)

Im Sommerfahrplan 2017 wurden erstmals seit 1998 wieder regelmäßige durchgehende Verbindungen von Wittenberg nach Eilenburg angeboten. Der Fahrplan sah drei Zugpaare vor, die jeweils sonnabends, sonn- und feiertags verkehrten und als RB 55 bezeichnet wurden. Sie hielten unterwegs in Eilenburg Ost, Laußig, Bad Düben, Söllichau, Bad Schmiedeberg Kurzentrum und Bad Schmiedeberg. Finanziell unterstützt wird der Betrieb von der NASA und dem ZVNL. In der ersten Saison nutzten 10000 Fahrgäste das Angebot.
Die Stadt Bad Düben strebt einen Anschluss an das bestehende Netz der S-Bahn Mitteldeutschland über Eilenburg an. Die Wiederaufnahme des planmäßigen Personenverkehrs auf dem südlichen Streckenabschnitt wurde im Oktober 2015 in den Regionalplan aufgenommen und im April 2021 im Gutachten für Streckenaktivierungen im Freistaat Sachsen untersucht. In der Saison 2017 gab es erstmals seit 1998 wieder einen regelmäßigen durchgehenden Zugverkehr an den Wochenenden, der auf Resonanz in der Bevölkerung stieß. Ende 2019 wurde wegen Streckenmängeln bis auf Weiteres ein behördliches Betriebsverbot verhängt. Die geplanten Sonderzugverkehre im Advent 2019 und im gesamten Jahr 2020 wurden daraufhin abgesagt.
Im September 2020 unterzeichneten anliegende Gemeinden und Unternehmen sowie Vertreter der Deutschen Bahn und beteiligter Verkehrsverbünde in Bad Düben eine Absichtserklärung, welche die Aufnahme des regelmäßigen Personenzugbetriebes zwischen Wittenberg und Eilenburg zum Ziel hat. Der Infrastrukturbetreiber DRE sicherte dabei die Beseitigung der vorhanden Mängel zu, um einen Sonderzugverkehr ab 2021 zu ermöglichen. Bis zum Frühjahr 2021 soll zudem eine konkrete Planung für einen Regelfahrbetrieb erarbeitet werden, dem ein 1-Stunden-Takt zu Grunde liegen soll. Mitte Mai 2023 erklärte die DRE dann jedoch in einer offiziellen Erklärung, dass sie u. a. auch aufgrund der verbauten mangelhaften Betonschwellen endgültig keine wirtschaftliche Grundlage mehr für die Sanierung und den Betrieb des Abschnitts zwischen Pretzsch und Bad Düben sieht und diesen bis Ende August 2023 zur Abgabe an Nachbetreiber ausgeschrieben hat.

## Streckenbeschreibung
Die Strecke Pretzsch–Eilenburg beginnt in Pretzsch, heute Ortsteil von Bad Schmiedeberg und führt zunächst in westlicher Richtung durch das große Waldgebiet der Dübener Heide. Dort erreicht die Bahnstrecke eine Höhe von über 130 m ü. NN. Bei Bad Düben schwenkt die Strecke nach Süden und führt weitgehend geradlinig bis nach Eilenburg Ost. Dieser Bahnhof liegt parallel neben dem gleichnamigen Haltepunkt der Bahnstrecke Halle–Cottbus. Beide Strecken verlaufen bis zum Bahnhof Eilenburg parallel zueinander auf einem gemeinsamen Bahnkörper, die Muldebrücke hat für die Heidebahn einen eigenen Brückenzug auf der Nordseite. Zwischen dem Übergabebahnhof des Kieswerkes in Sprotta und Eilenburg ist die Strecke elektrifiziert.

## Fahrzeugeinsatz

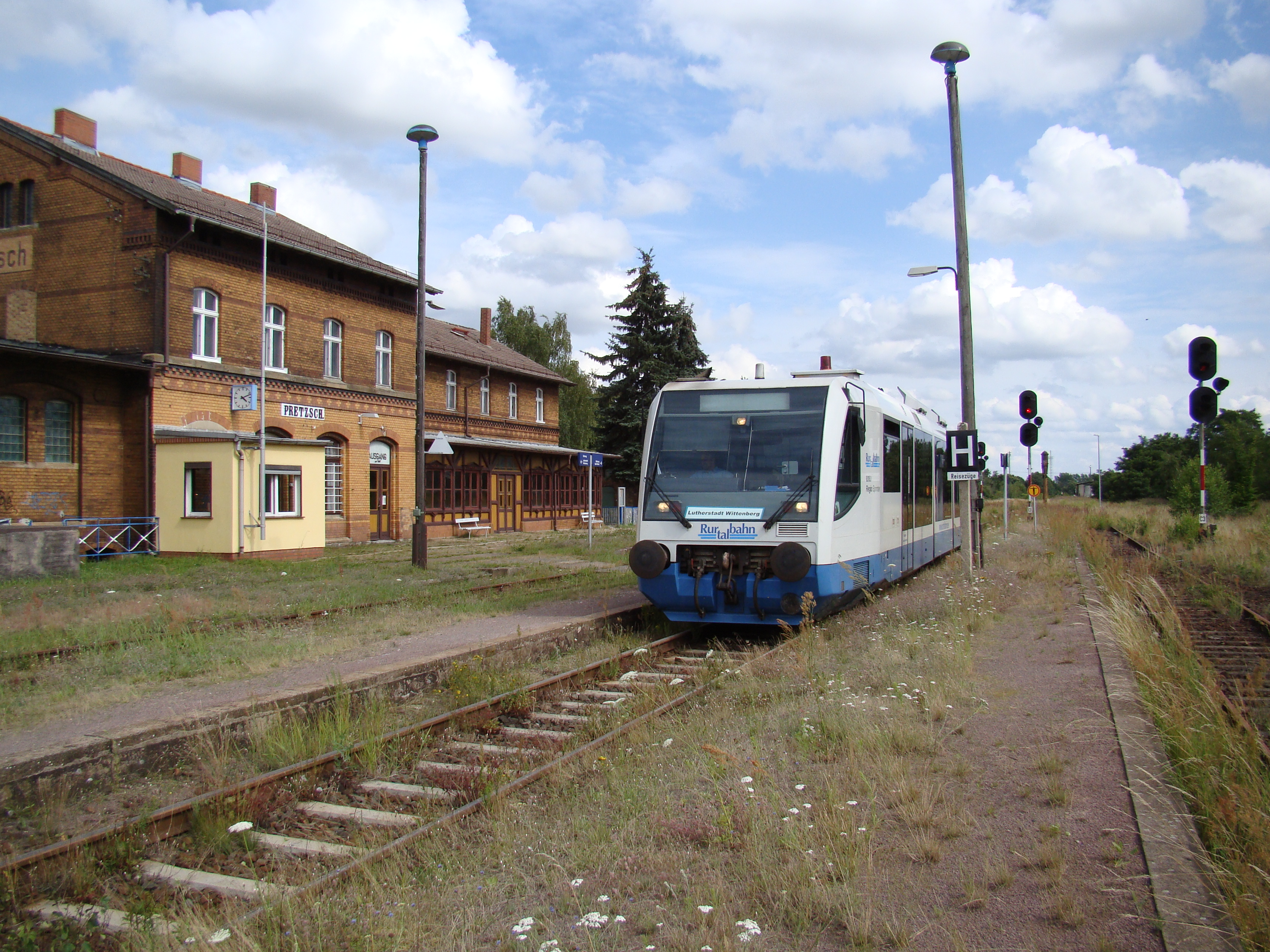
Regiosprinter der Rurtalbahn im Bahnhof Pretzsch

Der DBV setzte ab 2007 einen Schienenbus der DB-Baureihe VT 98 ein. Ab dem 22. Dezember 2008 wurde er durch einen klimatisierten Regio-Shuttle ersetzt, den die Firma Vetter von Veolia Verkehr Regio Ost anmietete und mit der Aufschrift „Elbe-Heidebahn“ versah. Nach dem Unfall im Jahr 2009 kam ein angemieteter RegioSprinter der Rurtalbahn zum Einsatz. Das Fahrzeug wurde Ende Juni 2011 an den Eigentümer zurückgegeben und durch insgesamt drei DWA LVT/S ersetzt. Davon wurden zwei im Schülerverkehr in Doppeltraktion eingesetzt. Ein Fahrzeug wurde als Reservefahrzeug vorgehalten, um bei einem Fahrzeugausfall nicht wie früher Schienenersatzverkehr einrichten zu müssen.
DB Regio setzt seit 2017 für den planmäßigen Linienbetrieb Triebwagen der Baureihe 642 ein, welche auch schon zuvor für Sonderverkehre zum Einsatz kamen.